# Ataques de Hebron de 1517
Os ataques de Hebron de 1517 ocorreram nas fases finais da Guerra Otomano-Mameluca (1516–17), quando os otomanos turcos expulsaram os mamelucos e tomaram a Síria Otomana. Os ataques tiveram como alvo a população judaica da cidade.

## Eventos
Um relato do evento, registrado por Jafé ben Manasseh em 1518, menciona como o ataque foi iniciado por tropas turcas lideradas por Murad Bey, o representante do sultão de Jerusalém. Os judeus foram atacados, espancados e violados, e muitos foram mortos quando as suas casas e empresas foram saqueadas e pilhadas. Foi sugerido que a posição financeira estável dos judeus hebronitas na época foi o que atraiu os soldados turcos para se envolverem na pilhagem em massa. Outros sugerem que o ataque poderia ter ocorrido no meio de um conflito localizado, uma revolta dos mamelucos contra os novos governantes otomanos. Os que sobreviveram à calamidade fugiram para Beirute e os judeus só regressaram a Hebron 16 anos depois, em 1533.